# 夏子の冒険
『夏子の冒険』（なつこのぼうけん）は、三島由紀夫の7作目の長編小説。無邪気で破天荒な美人のお嬢様・夏子が、猪突猛進な行動力で北海道に向い、仇討ちの青年と一緒に熊退治に出かける恋と冒険の物語。夏子に振り回される人たちの慌てぶりを交え、コミカルなタッチで描かれた娯楽的な趣の作品となっている。
1951年（昭和26年）、週刊誌『週刊朝日』8月5日号から11月25日号に連載された（挿絵：猪熊弦一郎）。単行本は同年12月5日に朝日新聞社より刊行された。翌々年の1953年（昭和28年）1月14日には、角梨枝子主演で映画も封切られた。文庫版は1960年（昭和35年）4月10日に角川文庫より刊行された。翻訳版は、中国（中題：夏子的冒険）で行われている。
村上春樹の『羊をめぐる冒険』は、『夏子の冒険』のパロディあるいは、書き換えであるという仮説がよくいわれている。

## 時代背景・主題
『夏子の冒険』は、「お嬢さま」を主人公とした三島の作品群の中でも、特にヒロインが大活躍し、女子の魅力があふれているものの一つであるが、この作品の執筆当時は、まだ日本が敗戦後数年しか経っておらず、連合国の占領下の時代で、女子の4年制大学進学率も低く、良家のお嬢さんは高校や短大などを出ると「良縁」を待つことが一般的で、主人公・夏子もそうした良家の子女の設定となっている。また、夏子が惹かれる青年は、恋人を熊に殺され仇討ちに行く若者の設定となっている。
三島は『夏子の冒険』の主人公たちについて次のように述べている。
上述のように、北海道は当時まだ〈外地〉に近い雰囲気を漂わせていた時代であり、歴史的に見て、「近代国家」と「北海道」の関係を反映していた作品という面もある。なお、そういった点の見られる同系列の小説は他に、有島武郎『カインの末裔』、吉屋信子『海の極みまで』、武田泰淳『森と湖のまつり』、安部公房『榎本武揚』、池澤夏樹『静かな大地』などがある。

## あらすじ
20歳の松浦夏子は、ある朝、突然朝食の食卓で、「あたくし修道院へ入る」と家族に宣言した。美しい夏子には降るように男たちから申し込みがある。しかし、大学法学部の助手も、社長の御曹司も、建築家志望や芸術家志望の青年も誰一人、死の危険を冒したり、愛のために命を賭けたりするような情熱も持っていない、ありきたりな出世を望む退屈な青年ばかりだった。処女の夏子は、いくら探しても望む男がいない以上、神に仕えて浮世と絶縁して、憧れていた北海道函館市にあるトラピスト修道院で暮そうという結論に達したのだった。家族はもちろん猛反対だったが、自殺未遂までやらかす頑固な夏子に押され、入会後半年間の志願期はいつでも脱退できることを知った父はやむなく承諾した。
夏子の母、伯母、祖母が付き添って北海道の函館へと旅立った。ふと夏子は上野駅で、猟銃を背負い、目の輝きが他の人と違う青年を見かけた。彼は夏子と同じ青森から出帆した青函連絡船にも乗っていた。2人は甲板で言葉を交わし、次の日、函館で会う流れになった。彼・井田毅は一昨年、千歳に近いアイヌ部落・蘭越コタンで知り合った16歳の和人の少女・秋子と結婚を誓い帰京したが、その直後、秋子は無残にも熊に手足をバラバラにされ殺されてしまったのだった。毅はその4本指の人喰い熊を仇討ちするために、休暇をとって再び北海道に来たのだった。夏子は毅の話を聞いて、自分も熊退治について行くと言い出した。最初は何とか夏子をまこうとした毅だったが、決心のゆらがない夏子に根負けし、お供させることとなった。
一方、函館の宿に残された母、伯母、祖母は夏子の失踪に慌てふためき、彼女が定期的に宿に打つ電報をたよりに夏子捜索の珍道中の旅に出ることとなった。夏子は途中、白老のY牧場の厩舎番牧夫の娘・16歳の不二子に嫉妬しながらも、毅と恋仲になっていき、熊を仕留めたら結婚することを約束した。やがて2人を追って、猟友会の札幌支部長・黒川や夏子の母たち、札幌タイムス社の野口も蘭越近くの村のコタナイへやって来た。一行は村長別宅に集まり、熊が出そうなコースの確認や計画を練った。夏子も村田銃を持ち、毅と一緒に家の裏手の緬羊小屋を見張った。母、伯母、祖母らが村長別宅に残り、茶菓子などを食べている時、熊が家の中に入って来た。彼女らは失神してしまったが、熊はそのまま家を出て緬羊小屋に来た。そして毅が見事、四本指の大熊を仕留めた。
一件落着し、母たちも毅と夏子の結婚に大賛成し、2人は幸せだった。しかし、帰りの船の甲板で毅が話すことは、重役になったらアメリカに行こう、自動車を買おうなどという凡庸な所帯じみた将来の結婚生活の夢であった。夏子はロビーに行き荷物から時間表を取り出し、函館行きの船の時間を調べ始めた。そして、いぶかる母たち3人に向かって、「夏子、やっぱり修道院へ入る」と言った。

## 登場人物
松浦夏子
20歳。南方系の顔で、目が潤み漆黒の髪。情熱的な性格で、一旦言い出したら決心がゆるがない。両親と祖母、伯母と東京に居住。キリスト教系の学校を卒業。何人もの若者に結婚を申込まれる。祖父は紀州の大きな材木商だった。
井田毅
暗い、どす黒い、森の獣のような光を帯びた美しい目。軍国主義的な校風のQ大学を卒業。山岳部と剣道部員だった。一昨年の春に脳溢血で死んだ父は倉庫会社を経営する実業家で猟友会員だった。毅も狩猟免許を持ち、ミットランド銃を所持。亡き父の倉庫会社で働き、東京に居住。兄は戦死。
松浦光子
45歳。夏子の母。娘の友人たちからは、「趣味のよいおばさま」で通っている。松浦一家の女性の中では比較的冷静な性格。
松浦かよ
67歳。夏子の祖母。光子の姑。いびきをかく。編物の編み目をよく間違え左右ちぐはくな靴下になる。南京豆が噛めない。リチャード・バーセルメスのファンだった。熱情的な趣味気質。夏子の気質は祖母と似ている。
近藤逸子
55歳。夏子の伯母。光子の義姉。涙もろくてすぐ泣く。万事ことなかれ主義。たいして大きくもないビスケットを四つに割り、お上品に食べる。
夏子の父
かよの息子。謹厳な実業家で、カトリック信者。落着いている重厚な声。
誠
建築科の大学生。笑うと黒い頬に笑窪ができる単純な気持のよい青年。口笛と吹いたり、指をポキポキ鳴らす癖。夏子と一緒に将来住む家の模型を作ってプレゼントするが、夏子に振られる。他にも、パルプ会社に勤める辰雄、大学の法学部の助手の雞一らが夏子に振られる。
研一
製薬会社社長の息子。迫った眉と大きな手。親の車を自慢げに乗っている。送り狼になろうとしたが、夏子に軽くいなされてあっさり諦め、夏子に振られる。その他、画描きや文学青年、音楽家やサラリーマンも夏子に振られる。
夏子の友人たち
上野駅で夏子を見送る。車窓に花やお菓子を投げ込む女子。男子は、誰も手を触れた者がないうちに売約済になってしまったピカピカの舶来空気銃を、硝子窓に鼻を押しつけて見ている悪童のような一心な目つきで夏子の姿を眺める。
大牛田十蔵
アイヌ人の木こり。製紙会社の下働きで、林の木を伐採している。髭の濃い精悍そうな顔。青みがかった目で落ち窪んだ眼窩。3人の娘がいたが、一昨年の秋に次女・秋子を四本指の熊に殺されて亡くす。アイヌ部落・蘭越に居住。
大牛田秋子
十蔵に次女として育てられた娘。16歳だった一昨年の秋に毅と出会う。おかっぱ頭。栗鼠のような白い歯。白くなよやかな手足の美しい少女。口数の少ない、甘ったれた話ぶりの声。本当の両親は和人で、実母は華族らしい東京の貴婦人。貴婦人は、札幌の金持の一人息子と恋仲となり、月に一度会いに来ていたが、男が破産し、1歳だった娘・秋子を十蔵に預け、男と心中した。
大牛田信子
十蔵の長女。一昨年の秋は19歳。大柄な娘。村役場に手伝いに行っている。字が下手。
大牛田松子
十蔵の三女。一昨年の秋は12歳。14歳になり東京の少女歌劇を見たがる。
大牛田十蔵の妻
信子と松子の実母。札幌に少女歌劇団が来ても、娘たちに見に行かせない。
野口
毅の学生時代の友人。札幌タイムスの新聞記者。小肥りした、ゆかいそうな青年で甲高い声。若禿の額。石川啄木好き。夏子に片思いする。北大前のアパートで1人暮らし。
毅の上司
倉庫会社の部長。北海道に行く毅に規定外の長期休暇をくれる。
温泉旅館の客
函館郊外の旅館の浴客。風呂で夏子の体を洗う光子とかよと逸子たちの大袈裟な会話に笑い出し、睨まれる。
森山幸一
白老駅ちかくのW牧場の主。禿げた頭。胃弱らしい体格。妻と三人のにぎやかな子供がいる。子供らは毅の贈物のチョコレートに有頂天になる。1番下の3歳児は母のおっぱいの味を忘れかねている様子。
森山の妻
都会育ちの美しい奥さん。豊かな胸。旦那の意見に合わせ、いちいち声を立てて笑う。夏子の美しさに讃嘆と反感がまざり合った気持を持つ。
W牧場の牧夫たち
村田銃を背負い、声を合わせて低い声で松前追分を歌う。
成瀬
札幌タイムスの編集長。ズボンのお腹が機雷のようにふくれている。ビール好き。大食漢。
不二子
16、7歳に見えるが、体は20歳の成熟した娘。眉毛がやや濃く、目は深潭のように美しい。お下げ髪。世話女房のように毅の世話をする。小柄でいながらすくすくと育った体。何かきらきらした妖精じみた単純な目。森の動物のようにすばしこい孤独な感じがあるが、手も足も夢のような動きで少しも渋滞がない。
白老のY牧場主
男やもめの変り者。応接間にドイツ哲学の本や浄瑠璃全集が置いてある。戦時中に政治家になろうとして失敗。剛腹で二十貫の巨体。夏子を見る目付きが怪しい。
不二子の父
Y牧場の老牧夫。厩舎の番人。カウボーイ。囲碁が趣味。
千歳駅周辺の売春婦
おもに千歳基地の米兵相手の売春婦。子供の書いた絵のような鮮明な化粧。派手なネッカチーフやジャケット。毅を見て口笛を吹きからかう。
本多菊造
29歳。木こりの青年。無口で口下手。千歳川の流域に居住。五尺二寸足らずの身長だが腕力はあり、徴兵検査の時には十数回も米俵を頭上高く持ち上げたほどの体力。四本指の熊に襲われ頬を切られ、振り回されて重傷を負う。
黒川
札幌の猟友会支部長。56、7歳。歯科医師で自宅の洋館で歯科医院を営む。子供が付髭を生やしたような、ほっぺたの赤い小男。柔和な目。貫禄がない代りに、遊んでいるときの子供のように精力的にみえる。挨拶で頭を下げながら、自分の上着の内側に御飯粒が一つ付いているのを見つけて取る。
アイヌ部落・コタナイの村長
蘭越近くのアイヌ人村長。肺病の老人。痩せ衰え、紙のように白い顔色。落ち窪んだ目。白い髭に覆われた口。若い頃は狩りをし、野山を馳せる獣のように精悍だった。
コタナイの村長夫人
アイヌ人。60代。顔に、口が耳まで裂けているような刺青をしている。肌の色が土気色で死人のよう。
コタナイ村の住人
見馴れない光子、かよ、逸子たちを珍しがり、夫人たちの後を一連隊のように付いて来る小さな男の子たち。赤ん坊を抱いて玄関前に立つおかみと、焼酎をチビリチビリやりながら見物する亭主。窓から見物する家族は、芝居の桟敷にいるよう。蓄音器を持っている家族は、なぜかこの時とばかりに赤城の子守唄や浪花節のレコードをかける。たまたま帰省していた予備隊の息子から、有閑マダムの厚化粧婆より、おっかさんの方がよっぽど美人だと、真実味のあるお世辞を言われてうっとりするアッパッパを着た60代の母親。
コタナイの村長の二号
60歳近い、肥った小ぎれいな元芸妓。白いふくよかなきめのこまかい肌。秋田訛りがある。

## 作品評価・研究
『夏子の冒険』は軽いタッチの恋愛コメディの娯楽小説として楽しめる作品で、冒頭から突然ヒロインが修道院入りを決意するという突飛な展開に特徴がある。少女小説や古典文学では、波乱万丈の運命に翻弄された末、ヒロインが世を儚んで修道院や尼寺へ入るという結末は珍しくはないが、『夏子の冒険』では「出家の決意」から物語が始まって結末へ向かっていくところに独自性がある。
夏子の願望は、『仮面の告白』の〈私〉や、『愛の渇き』の悦子の欲望を反復して発展させたものだと見ている千野帽子は、夏子が前半で見せていた「わけのわからないことをする人物」の魅力が中盤において、恋敵の不二子に嫉妬したりするなど、「わけのわかることをする女」となり、逆にミステリアスな不二子の方が魅力的に描かれるが、最後のどんでん返しで再び夏子が「わけのわからないことをする女」となり、「正→反→合」の作用を物語に与えていると解説している。
木村康男は、夏子が「熊狩りという冒険」に恋し、自身の情熱の対象が「〈ますらおぶり〉を喪失した男性にはないこと」に気づくという主題を解説しつつ、「恋の本質は冒険であり、冒険の終わる時に恋も終わる」としている。松本鶴雄は、「井田を見る夏子の眼に三島のロマンチシズムとイロニーが横溢している」と解説している。
十返肇は、『夏子の冒険』発表から約3年後に、「若く溌溂とした夏子の魅力」は、そのまま、作者・三島の魅力だとし、以下のように解説している。
『夏子の冒険』は2000年代以降、村上春樹の『羊をめぐる冒険』（1982年）との関係性で文学的に論及されることも多く、佐藤幹夫は、村上が「熊をめぐる冒険」である『夏子の冒険』から『羊をめぐる冒険』を着想し、〈女秘書のやうなまじめな顔つきになつて拝聴〉する夏子に相当するのが、「耳のガールフレンド」だとし、〈導き〉という言葉や、今や村上の専売特許となっている〈やれやれ〉という言葉も、すでに三島がこの作中で使っていることを指摘している。
高澤秀次もまた、村上の『羊をめぐる冒険』は三島の『夏子の冒険』の「書き換え」であると唱え、大澤真幸も、高澤秀次の論を敷衍して、三島と村上の関連について論じ、「三島の自殺こそ、理想の時代の行き詰まりに対する、最も先鋭な行動である。このことを考慮すると、三島と村上のこうした繋がりは、実に暗示的である」と述べている。
大澤真幸は、夏子の〈冒険〉が、「〈植民地〉的なエキゾチシズムを誘う土地」である北海道に向けられることに着眼し、東京（の青年）に倦怠していた夏子が、修道院への旅の途上、仇討ちの青年に共鳴し、「逆説的な仕方で、冒険（理想）を発見」することを、「〈復讐〉というネガティヴな形態でのみ、理想が活きているのだ」とし、以下のように考察している。
そして大澤は、村上が『羊をめぐる冒険』の冒頭の章「1970/11/25」で、三島事件を、〈我々にとってどうでもいいこと〉としてのみ言及していることについて、「無論、それは〈どうでもいいこと〉ではないからこそ言及されるのである」とし、主人公の〈彼〉が、二人の女性の死を契機に、やはり『夏子の冒険』同様、北海道への冒険に出ることを指摘しながら、以下のようにまとめている。

## 映画化
『夏子の冒険』（松竹大船作品）。1953年（昭和28年）1月14日封切。カラー・スタンダード 1時間35分。この年度の興行収入第4位となった。『カルメン故郷に帰る』に続く、日本製カラー劇映画第2作として当時注目を浴びた。中村登監督は、「ライトに桃色や青のフィルターをかけて室内と野外のちがい」を出したと語り、スタッフが技術的な打合せのために渡米するなど、かなり苦労したという。撮影現場のセットには、三島も訪問していた。

### スタッフ
- 監督：中村登
- 脚本：山内久
- 撮影：生方敏夫
- 音楽：黛敏郎
- 美術：熊谷正雄
- 照明：田村晃雄
- 録音：熊谷広
- 編集：杉原よ志
- 監督助手：西河克己、番匠義彰
- 製作：小出孝
- 総指揮：高村潔

### キャスト
- 松浦夏子：角梨枝子
- 井田毅：若原雅夫
- 夏子の祖母・かよ：東山千栄子
- 夏子の伯母・逸子：村瀬幸子
- 夏子の父：北龍二
- 夏子の母・光子：岸輝子
- 大牛田秋子：淡路恵子
- 野口：高橋貞二
- 不二子：桂木洋子
- 成瀬：伊沢一郎
- 大牛田十造：坂本武

## ラジオドラマ化・朗読
- 小説『夏子の冒険』（ラジオ東京） 
  - 1952年（昭和27年）6月2日 - 30日（全25回） 毎週月曜 - 土曜日 11:05 - 11:15
  - 出演：芥川比呂志
- 連続物語『夏子の冒険』（文化放送） 
  - 1953年（昭和28年）6月1日 - 27日（全23回） 毎週月曜 - 土曜日 13:15 - 13:40（土曜は13:30まで）
  - 出演：秋好光果、滝田進、滝田裕介、ほか
- ラジオ小説『夏子の冒険』（NHKラジオ第一） 
  - 1962年（昭和37年）10月1日 - 31日（全27回） 毎週月曜 - 土曜日 8:31 - 8:45
  - 脚色：田辺まもる
  - 出演：幸田弘子、水島弘、斎藤隆、ほか

## おもな刊行本
- 『夏子の冒険』（朝日新聞社、1951年12月5日） NCID BN15723379
  - 装幀：猪熊弦一郎。紙装。フランス装。291頁。本扉に「朝日連載文芸図書」とあり。
- 『夏子の冒険』（河出新書、1955年2月28日）
  - カバー画（モナコの児童画）。紙装。口絵写真1頁1葉（著書肖像。撮影：土門拳）。本扉裏に著者略歴。
  - カバー袖に十返肇「青春の生き方」
- 文庫版『夏子の冒険』（角川文庫、1960年4月10日。改版2009年3月25日）
  - 緑色帯。
  - ※ のちにカバー装幀：櫃田伸也
  - ※ 改版2009年より、カバー装幀：國枝達也。赤色帯。解説：千野帽子「熊をめぐる冒険―1951年の文藝ガーリッシュ」

### 全集収録
- 『三島由紀夫全集7巻（小説VII）』（新潮社、1974年5月25日）
  - 装幀：杉山寧。四六判。背革紙継ぎ装。貼函。
  - 月報：倉橋由美子「『仮面』について」。《評伝・三島由紀夫13》佐伯彰一「伝記と評伝（その4）」。《同時代評から13》虫明亜呂無「つくられた挑戦」
  - 収録作品：「侍童」「天国に結ぶ恋」「退屈な旅」「修学旅行」「孤閨悶々」「日食」「食道楽」「家庭裁判」「夏子の冒険」「につぽん製」「雛の宿」「女神」
  - ※ 同一内容で豪華限定版（装幀：杉山寧。総革装。天金。緑革貼函。段ボール夫婦外函。A5変型版。本文2色刷）が1,000部あり。
- 『決定版 三島由紀夫全集2巻 長編2』（新潮社、2001年1月10日）
  - 装幀：新潮社装幀室。装画：柄澤齊。四六判。貼函。布クロス装。丸背。箔押し2色。
  - 月報： ドナルド・キーン「三島文学の英訳」。佐伯彰一「三島さんとのつき合い」。［小説の創り方1］田中美代子「秘鑰をつかむ」
  - 収録作品：「愛の渇き」「青の時代」「夏子の冒険」「『愛の渇き』創作ノート」「『青の時代』創作ノート」